# Hành trình U Linh Giới
Hành trình U Linh Giới (Nhật: 幽☆遊☆白書 (U Du Bạch thư) Hepburn: Yū Yū Hakusho,  có nghĩa là "Hồ sơ Ma" hay "Bản báo cáo ma quỷ") là loạt manga Nhật Bản do Togashi Yoshihiro viết và minh họa. Tên của bộ truyện được phát âm là YuYu Hakusho trong manga của Viz Media và Yu Yu Hakusho trong các phiên bản chuyển nhượng bản quyền khác được phân phối bằng tiếng Anh. Bộ truyện nói về Urameshi Yūsuke, một "tội phạm" vị thành niên (trong và ngoài trường học) bị ô tô đâm chết khi cố gắng cứu mạng một đứa bé. Sau nhiều bài kiểm tra mà Koenma, con trai của Enma (người đứng đầu của linh giới - giống như Ngọc Hoàng trong quan niệm của người Nhật) dành cho cậu, Yusuke được tái sinh và làm việc dưới danh nghĩa Thám tử Linh Giới, qua đó nhận công việc điều tra những vụ liên quan đến quỷ và ma trong thế giới con người. Bộ truyện dần tập trung hơn vào các cảnh chiến đấu và các cuộc thi về sau. Togashi bắt đầu sáng tác Hành trình U Linh Giới vào khoảng tháng 11 năm 1990, dựa vào cảm hứng đối với những điều kì bí và các bộ phim kinh dị cùng những ảnh hưởng từ các thần thoại Phật giáo.
Loạt manga ban đầu xuất bản trong Tuần san Shōnen Jump của Shūeisha từ năm 1990 đến 1994. Bộ truyện có 175 chương chia thành 19 tập tankōbon. Tại Bắc Mỹ, truyện phát hành toàn bộ trong tạp chí Shonen Jump của Viz từ tháng 1 năm 2003 đến tháng 1 năm 2010. Anime gồm 112 tập phim truyền hình do Abe Noriyuki đạo diễn và đồng sản xuất với Fuji Television, hãng quảng cáo Yomiko và hãng phim Pierrott. Loạt phim truyền hình trước đây phát sóng trên kênh Fuji Television từ ngày 10 tháng 10 năm 1992 đến 7 tháng 1 năm 1995. Sau này, Funimation Entertainment mua bản quyền phát sóng phim tại khu vực Bắc Mỹ vào năm 2001 và trình chiếu trên các nhóm kênh truyền hình của Cartoon Network là Adult Swim và Toonami. Bộ phim còn được phát sóng ở nhiều nước khác nhau trên thế giới. Anime từng được chiếu trên toàn Nhật Bản, một phần Châu Á, và Đông Âu bởi kênh truyền hình vệ tinh Animax. Các sản phẩm chuyển nhượng bản quyền của Hành trình U Linh Giới gồm có 2 phim anime, một loạt các OVA, nhiều album, trò chơi điện tử và một số sản phẩm khác.
Hành trình U Linh Giới nhận rất nhiều phản hồi tốt từ khi lần đầu được giới thiệu với công chúng, với việc phát hành hơn 50 triệu bản chỉ ở Nhật và đoạt giải thưởng danh giá Shogakukan dành cho shōnen manga vào năm 1993. Loạt phim anime giành giải Animage tại Anime Grand Prix cho anime hay nhất năm 1994 và 1995. Hành trình U Linh Giới được chào đón bởi một lượng lớn khán giả truyền hình tại Nhật và nhiều độ tuổi khác nhau tại Mỹ. Bộ phim nhận rất nhiều bài nhận xét tích cực từ các nhà phê bình ở Nam Mỹ, chủ yếu về khía cạnh kịch bản, nhân vật và các pha hành động.

## Cốt truyện

Nhân vật từ trái qua phải: Keiko, Yusuke, Kuwabara (ở trên), Hiei (ở dưới), Kurama, Botan

Hành trình U Linh Giới theo chân Urameshi Yūsuke, một giang hồ đường phố, người mà (trong một lần tốt bụng khác thường) chết khi đẩy một đứa bé ra khỏi đường đi của chiếc xe hơi đang lao tới. Linh hồn của cậu được Botan tiếp nhận, người tự giới thiệu mình là người chèo đò sông Styx, cô sẽ đưa các linh hồn đến thế giới bên kia, còn gọi là linh giới (霊界 Reikai), nơi chúng nhận phán xét về cuộc sống kiếp sau. Botan báo cho Yusuke biết rằng hành động dũng cảm của cậu đã gây bất ngờ cho toàn linh giới, họ chưa chuẩn bị để đón tiếp linh hồn của cậu cho dù là địa ngục hay thiên đường. Vì vậy, Koenma, con trai của Enma (người đứng đầu của linh giới - giống như Ngọc Hoàng trong quan niệm của người Nhật), đã cho Yusuke một cơ hội để nhập lại vào thân xác của mình bằng những bài kiểm tra. Yusuke đã hoàn thành thử thách với việc cứu Yukimura Keiko và Kazuma Kuwabara. Sau khi được tái sinh, Koenma giao trọng trách thám tử linh giới (霊界探偵 Reikai Tantei) cho cậu, nhiệm vụ là điều tra mọi vụ việc siêu nhiên xảy ra ở giới nhân gian (人間界 Ningen Kai). Ngay sau đó, cậu đã vào nhiệm vụ đầu tiên, tìm lại 3 báu vật bị đánh cắp khỏi linh giới bởi một nhóm yêu quái: Hiei, Kurama, và Goki. Yusuke thu thập ba báu vật dưới sự hỗ trợ đắc lực của tuyệt chiêu mới mà cậu có được, đòn Rei Gun (Linh Hoàn); đó là tuyệt chiêu mà cậu có thể tích tụ năng lượng tinh thần (霊気 Reiki) của mình thành đạn và bắn ra từ ngón tay trỏ (trong anime Tiếng Anh, đòn này được dịch ra là Spirit Gun). Sau đó, cậu lên núi để tìm một nữ chiến binh già Genkai. Cùng với kình địch của mình, Kuwabara Kazuma, Yusuke đã vượt qua được cuộc thi do Genkai tổ chức để trở thành người kế vị. Yusuke sử dụng cuộc thì như là vỏ bọc để tìm kiếm Rando, một yêu quái đã đánh cắp nhiều tuyệt kĩ từ chiến binh khác và giết họ. Yusuke đánh bại Rando trong trận cuối cùng của cuộc thi và được Genkai huấn luyện trong vài tháng, có thêm nhiều kinh nghiệm trong việc sử dụng sức mạnh của mình. Sau đó, Yusuke được gửi đến cung điện Maze ở ma giới, nơi mà Kuwabara, Kurama và Hiei giúp đỡ cậu đánh bại Tứ đại ma thú, bốn tên yêu ma đã đe dọa Koenma phá hủy kết giới ngăn giữa chúng và thế giới con người.
Sứ mệnh kế tiếp của Yusuke đẩy cậu vào một nhiệm vụ giải cứu, nơi mà cậu gặp Toguro, người đã biến thành một yêu quái hùng mạnh từ một người bình thường. Để kiểm tra sức mạnh của Yusuke, Toguro đã thách thức cậu tham gia the Dark Tournament (Giải đấu hắc ám Saga), một giải đấu được tổ chức bởi những tên giàu có (mục đích nhằm đánh bạc), nơi mà các nhóm yêu ma, thậm chí cả con người, tranh đấu ác liệt để có cơ hội nhận được những thứ mà họ thèm khát. Nhóm Urameshi, bao gồm Yusuke, Kuwabara, Kurama, Hiei và Genkai (giấu mặt) vượt qua nhiều trận đấu khó khăn để đối mặt với nhóm Toguro trong trận chung kết và chiến thắng. Và họ biết rằng ông bầu của nhóm Toguro, Sakyo, đang cố gắng giành chiến thắng để hoàn tất kế hoạch tạo một lối đi đến ma giới, một thế giới thứ ba bị thống trị bởi vô số ma quỷ. Với thất bại của mình, Sakyo đã phá hủy sân đấu và tự sát trong đó.
Sau giải đấu, Yusuke trở về nhà, nhưng sau một thời gian nghỉ ngơi, cậu lại bị ba thanh niên lạ mặt có sức mạnh kì lạ thách đấu và bị bắt cóc làm con tin. Kuwabara và những người khác phải đi giải cứu cậu và biết toàn bộ mọi chuyện chỉ là vở kịch do Genkai dựng lên để kiểm tra họ. Genkai cũng tiết lộ rằng Shinobu Sensui, thám tử linh giới tiền nhiệm của Yusuke, đã triệu tập thêm sáu người có năng lực siêu phàm khác nhằm hoàn thành nốt công việc mà Sakyo để lại, mở con đường đến ma giới để hủy diệt loài người. Yusuke và bạn bè của mình đã thách đấu và đánh bại từng người một trong nhóm của Sensui, đỉnh điểm là cuộc chiến giữa hai thám tử linh giới. Sensui giết chết Yusuke rồi rút lui vào trong con đường mới dẫn đến ma giới. Yusuke được tái sinh lần nữa nhưng với phần yêu trong người mạnh hơn, và khám phá ra rằng tổ tiên của mình đã truyền lại một loại gien trội tiềm ẩn bên trong để chờ thời cơ bộc lộ ra khi gặp người có sức mạnh phi thường, đó cũng là khi dòng máu yêu trong người cậu trỗi dậy. Yusuke đến ma giới, đánh bại Sensui với sức mạnh khủng khiếp được truyền từ tổ tiên, người đã điều khiển cơ thể cậu để kết thúc cuộc chiến.
Trở về thế giới loài người, Yusuke bị tước chức danh thám tử linh giới cũng như bị vua Enma ra lệnh bắt giữ cậu vì lo sợ dòng máu quỷ trong người Yusuke có thể bắt cậu tiếp tục cuộc nổi loạn ở thế giới loài người. Yusuke, không chắc chắn về việc bị điều khiển bởi tổ tiên của mình là Raizen, chấp nhận việc trở lại ma giới. Raizen, người mong muốn tìm một người kế vị để cai quản lãnh thổ của mình, đang chết dần chết mòn bởi một cơn đói; cái chết của ông là điều có thể phá hủy sự cân bằng mong manh giữa ba quốc vương của ma giới. Hiei và Kurama được triệu tập bởi hai quốc vương khác, Mukuro và Yomi, để chuẩn bị cho một cuộc chiến tranh không thể tránh được. Ba nhân vật chính tập luyện ở ba vương quốc trong 1 năm, đến khi Raizen chết và Yusuke trở thành quốc vương kế vị. Yusuke chủ động đề xuất một giải đấu của ba quốc vương để tìm ra một quốc vương duy nhất của ma giới, điều này đã nhận được sự đồng thuận của Mukuro và cả Yomi. Đến giải đấu, Yusuke và Yomi đụng độ nhau trong vòng đấu loại thứ hai nơi mà Yusuke bị đánh bại và ngất đi. Yusuke tỉnh dậy vài ngày sau đó, biết rằng giải đấu đã kết thúc và những giải đấu tương tự sẽ được tổ chức thường kì để quyết định ai là quốc vương của ma giới. Yusuke ở lại ma giới thêm một thời gian dài, nhưng cuối cùng cậu đã quyết định trở lại thế giới loài người để được sống bên Keiko.

## Sản xuất

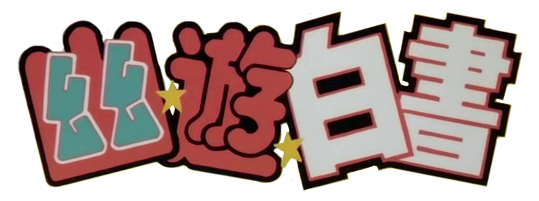
Logo gốc tiếng Nhật của Hành trình U Linh Giới

Tác giả Togashi Yoshihiro thông báo rằng ông bắt đầu sáng tác Hành trình U Linh Giới từ khoảng tháng 11 năm 1990, mặc dù ông đã quên thời điểm chính xác. Cảm thấy bị một số đồng nghiệp nổi tiếng hơn bắt nạt trong quá trình sáng tác bộ truyện, Togashi nhận ra mình cần phải sáng tác một bộ manga về đề tài đối kháng vừa để gây dựng tiếng tăm lại vừa viết ra thứ mà ông thích. Ông là một người hâm mộ những điều kì bí và những bộ phim kinh dị nên đã quyết định tự mình viết và vẽ bộ manga dựa trên nguồn cảm hứng đó. Nhờ kinh nghiệm từ việc xuất bản bộ manga thể loại trinh thám với tiêu đề Occult Tanteidan mà Togashi có thể tiếp thu tích cực ý kiến của độc giả bộ truyện này như một nguồn động lực để ông viết tiếp bộ manga khác. Trong lần đầu giới thiệu Hành trình U Linh Giới, ông cũng không biết nên gọi bộ truyện là gì.  Khi lần đầu giới thiệu bản thảo cho người chỉnh sửa bản vẽ của mình, ông tạm gọi nó là "How to be a Ghost" (Làm sao để trở thành quỷ). Trong lúc chuẩn bị xuất bản, ông đã đề xuất tên "YuYu-Ki" (tạm dịch: Cuộc phiêu lưu của yêu quái), nhằm ngụ ý đến cuộc chiến với quỷ và có dụng ý từ cái tên SaiYu-Ki. Vì cùng lúc đó có một bộ truyện khác có tên gần tương tự (Chin-Yu-Ki) sắp sửa được xuất bản, Togashi đã nhanh chóng đưa một cái tên thay thế là: "YuYu Hakusho". Ông bình luận rằng ông có thể dùng tên "Den" (Truyền thuyết) hay "Monogatari" (Câu chuyện), nhưng "Hakusho" lại là thứ đầu tiên hiện lên trong đầu ông. Ông tiếp tục tìm kiếm tên cho các nhân vật chính thông qua từ điển và từ ký tự chữ kanji mà ông bị lôi cuốn. "Urameshi Yūsuke" là một lối chơi chữ, "Kazuma Kuwabara" là sự kết hợp của tên hai cầu thủ bóng chày chuyên nghiệp, "Hiei" và "Kurama", theo như giải thích của Togashi, "chỉ chợt xuất hiện trong đầu [Togashi]". Khi ông giới thiệu hai nhân vật sau trong tập ba, tác giả đã có dự định ban đầu là cho Kurama làm chân vật chính, nhưng lai không chắc chắn về Hiei.
Bộ manga đổi từ thể loại trinh thám sang thể loại võ thuật sau khi Yusuke chết và được tái sinh trong những chương đầu của bộ truyện. Togashi đã dự tính sẵn sự thay đổi này ngay từ đầu, dựa trên ý tưởng từ loạt manga Kinnikuman, khởi đầu là một bộ truyện hài hước trước khi tập trung nhiều hơn vào yếu tố hành động. Ý định của ông là xây dựng nhân vật chính và giúp cho độc giả làm quen với nhân vật trước khi dàn nhân vật thực sự đánh nhau. Biên tập viên của Togashi cảm thấy lo lắng với cách bắt đầu manga như thế này nên đã khuyên tác giả chuyển hướng sang cốt truyện tập trung vào chiến đấu sau 30 chương. Bộ truyện lấy nhiều ý tưởng từ các nền văn hoá dân gian ở châu Á, phần lớn là từ tín ngưỡng của Phật giáo với cuộc sống sau khi chết. Togashi khởi đầu từ cơ sở là các khái niệm về Ningenkai (Thế giới con người), Reikai (Linh giới), and Makai (Ma giới) như là một vũ trụ song song trong thế giới của Hành trình U Linh Giới. Ông nghĩ đến nó như một nơi mà con người không thể dễ dàng đi lại giữa các thế giới bằng những công nghệ hiện đại, trừ những thực thể có năng lực siêu nhiên. Tuy nhiên, ý tưởng cho sức mạnh "vùng lãnh thổ" kể từ phần Sensui được nhại lại từ một tác phẩm vô danh khác của Yasutaka Tsutsui. Đối với chất liệu vẽ, Togashi sử dụng mực phác thảo và bút Kabura xuyên suốt quá trình hoàn thành tác phẩm. Phong cách nghệ thuật của ông bắt đầu từ screentone, sau đó dần phát triển thành phong cách tối giản. Như một điều tất yếu khi phát triển bộ truyện, ông chú tâm vẽ các chi tiết từ dáng người đến gương mặt rất chi tiết hay đôi khi "biếm họa, sơ sài và pha thêm chút hành động" mỗi khi ông muốn tạo các hiệu ứng.
Trong quá trình làm việc với Hành trình U Linh Giới, Togashi đã tính toán thời gian làm việc của mình theo công thức 4 tiếng cho mỗi trang trừ phần viết kịch bản và 5 tiếng ngủ mỗi tối. Ông viết trong quyển dōjinshi Yoshirin de Pon! của mình rằng ông đã tạm gác bút viết Hành trình U Linh Giới bởi tính ích kỷ của mình. Tác giả đã muốn kết thúc loạt manga vào tháng 12 năm 1993, vào đỉnh điểm của phần Sensui. Mặc dù không có nhiều áp lực từ nhóm biên tập, Togashi đã bị stress nặng vài lần trong quá trình xuất bản truyện, nhất là trong 6 tháng cuối cùng xuất bản truyện. Ông phàn nàn rằng trong quá trình làm phần Giải đấu hắc ám, vài đêm mất ngủ đã khiến sức khỏe ông bị giảm sút. Ông nhận ra chính mình cũng cảm thấy rất mệt khi làm việc với các trang màu cho trận đấu của Yusuke với Chu. Có nhiều bằng chứng cho thấy ông gần như một mình hoàn thành toàn bộ bản thảo, chẳng hạn như qua chi tiết cảnh gặp gỡ giữa Yusuke và Raizen cùng trận đấu của Kurama và Karasu. Các biên tập viên ở nhà xuất bản đã cố thuyết phục Togashi cân nhắc lại việc hủy Hành trình U Linh Giới, dù ông viện cớ cho quyết định của mình rằng bộ truyện sẽ chỉ đơn giản bị thay thế bởi một bộ manga nổi tiếng khác. Togashi cảm thấy hài lòng với cái kết của manga. Tác giả cho hay ông không tham gia vào khâu sản xuất của dự án chuyển thể anime Yu Yu Hakusho bởi lịch làm việc riêng của ông. Ông nói rằng mình bị ấn tượng mạnh bởi phần lồng tiếng Kuwabara của Chiba Shigeru, qua đó thừa nhận rằng diễn viên lồng tiếng này còn thấu hiểu nhân vật đó hơn cả chính Togashi.

## Truyền thông

### Manga
Bộ manga Hành trình U Linh Giới thực hiện toàn bộ bởi Togashi và ban đầu được xuất bản trên tạp chí tiếng Nhật Tuần san Shōnen Jump của Shūeisha từ ngày 3 tháng 12 năm 1990 đến ngày 25 tháng 7 năm 1994. Bộ truyện có 175 chương trong 19 tập tankōbon với tập đầu tiên phát hành ngày 10 tháng 4 năm 1991 và tập cuối phát hành ngày 12 tháng 12 năm 1994. Trong khoảng thời gian từ 4 tháng 8 năm 2004 đến 4 tháng 3 năm 2005, Shueisha đã phát hành bản kanzenban (toàn tập). Mỗi bản trong 15 tập kanzenban đều có một trang bìa khác nhau và chứa nhiều chương hơn bản tankōbon. Hành trình U Linh Giới còn được xuất bản như là một phần trong các quyển sách theo phong cách tạp chí của series Shueisha Jump Remix. 9 tập đã được phát hành từ 22 tháng 12 năm 2008 đến 27 tháng 4 năm 2009. Một bản bunkobon cũng đã bắt đầu xuất bản từ ngày 18 tháng 9 năm 2010.
Bản dịch tiếng Anh của Hành trình U Linh Giới xuất bản ở Bắc Mỹ bởi Viz Media trong tạp chí Shonen Jump châu Mỹ, nơi bộ truyện được giới thiệu và phát hành từ số đầu tiên tháng 1 năm 2003 và kết thúc vào tháng 1 năm 2010. Viz đã phát hành trọn bộ 19 tập manga tiếng Anh từ ngày 13 tháng 5 năm 2003 đến ngày 2 tháng 3 năm 2010. Toàn bộ 176 chương trong phiên bản này theo sau là một phụ chương đặc biệt của Viz "YuYu Hakusho Tales: Two Shot" trong tập 7 (kể về lần đầu Kurama và Hiei gặp nhau) như là chương thứ 64 của bộ truyện. Sau đó Viz tái phát hành bộ truyện dưới dạng kĩ thuật số như một phần của các ấn phẩm manga mà họ phát hành vào giai đoạn 2013–2014 rồi tiếp đó bổ sung vào bản kĩ thuật số của ComiXology. Bộ truyện cũng được mua bản quyền và phát hành trên nhiều nước ở châu Á và châu Âu. Ví dụ, bản dịch tiếng Pháp được phát hành bởi Kana từ năm 1997. Tại Việt Nam, Nhà xuất bản Kim Đồng là đơn vị giành được bản quyền phát hành bộ truyện, với tựa Việt hóa là Hành trình U Linh Giới.

### Anime
Bộ anime chuyển thể Hành trình U Linh Giới đạo diễn bởi Noriyuki Abe và đồng sản xuất với Fuji Television, Yomiko Advertising, và Studio Pierrot. Bộ phim này, gồm 112 tập, phát sóng từ ngày 10 tháng 10 năm 1992 đến 7 tháng 1 năm 1995 trên kênh Fuji Television tại Nhật. Pony Canyon là đơn vị phát hành các tập phim trên 23 băng video cassette từ ngày 1 tháng 1 năm 1995 đến 6 tháng 12 năm 1995. Chúng cũng được phát hành trên 28 đĩa DVD bởi Beam Entertainment, cụ thể đĩa 8–14 ra mắt vào ngày 25 tháng 3 năm 2002, đĩa 15–21 ra mắt vào ngày 25 tháng 4 năm 2002, còn đĩa 22–28 ra mắt vào ngày 25 tháng 5 năm 2002. Bộ anime khác hẳn với bộ manga ở chỗ nó có nhiều yếu tố bạo lực và lời nói tục hơn, cũng như một vài thay đổi nhỏ trong phong cách đồ họa. Đầu năm 2001, Funimation Entertainment mua bản quyền bộ phim để giới thiệu ở Bắc Mỹ với tựa Yu Yu Hakusho: Ghost Files. Nhà sản xuất của Funimation đã thấy được những đóng góp quan trọng của diễn viên lồng tiếng Justin Cook, người không những chỉ đạo việc lồng tiếng mà còn trực tiếp tham gia lồng tiếng cho nhân vật Yusuke.
Các tập phim lồng tiếng Anh do Mỹ sản xuất công chiếu từ 23 tháng 2 năm 2002 đến 1 tháng 4 năm 2006 trên kênh Cartoon Network. Ban đầu, bộ phim chiếu trên nhóm chương trình truyền hình Adult Swim từ tháng 2 năm 2002 đến tháng 4 năm 2003; và chuyển sang nhóm chương trình khác là Toonami. Một vài cảnh bạo lực, tình cảm, và ngôn ngữ thô tục được chỉnh sửa trước khi công chiếu. Hành trình U Linh Giới bị ngưng phát sóng trên Toonami khoảng tháng 3 năm 2005 và chuyển sang khung giờ vào sáng sớm thứ 7 vào tháng 10 lúc mà phần cuối của bộ phim đang lên sóng. Bộ phim cũng đã chiếu bản hoàn chỉnh như là một phần của nhóm kênh truyền hình khác tên Colours TV của Funimation vào năm 2006 và Funimation Channel vào năm 2011 dưới định dạng độ nét cao.
Bộ anime được phân phối ở Anh bởi MVM Films và ở Australia cùng với New Zealand bởi Madman Entertainment. Bộ phim cũng đã chiếu trên kênh truyền hình vệ tinh Animax ở các khu vực Đông Á, Đông Nam Á, Tiểu lục địa Ấn Độ, và một số quốc gia ở Đông Âu như Hungary và România. Tại Ấn Độ, bản lồng tiếng Anh của phim có tựa là Ghost Fighter (chiến binh quỷ). Hành trình U Linh Giới công chiếu ở Philippines cũng dưới tựa Ghost Fighter trên kênh IBC vào giữa thập niên 1990 cũng như GMA Network vào đầu năm 1999. Ở bản lồng tiếng này, tên của nhân vật chính "Yusuke" bị đổi thành "Eugene".
Bốn phần của bộ phim kể về một câu chuyện khác nhau xung quanh các nhân vật chính và xem như là một bộ "saga" của Funimation. Tại Bắc Mỹ, 32 DVD được biên soạn lại và phát hành bởi Funimation cho 4 saga, với đĩa đầu tiên phát hành ngày 16 tháng 4 năm 2002, và đĩa cuối cùng ngày 19 tháng 7 năm 2005. Các tập phim phát hành dưới cả hai phiên bản đã biên tập và bản hoàn chỉnh. Thêm vào đó, các bộ DVD collection box được phát hành cho cả bốn saga, mỗi bộ bao gồm toàn bộ các tập của từng saga, trừ phần Dark Tournament Saga được chia ra làm 2 bộ collection box. Funimation đã phát hành phần box set của anime với phần đầu được phát hành ngày 8 tháng 7 năm 2008 và kết thúc với phần 4 vào ngày 13 tháng 1 năm 2009. Mỗi bộ gồm 4 DVD chứa 28 tập phim, hoặc 1/4 của bộ phim. Funimation bắt đầu phát hành bản Blu-ray vào ngày 31 tháng 5 năm 2011. Cook thông báo rằng họ đã cải tiến một chút phần lồng tiếng, rút ngắn các đoạn hội thoại và lọc bỏ các "tạp âm". Tại Nhật, 4 bộ multidisc DVD box độc lập với nhau được phát hành, đồng thời với 28 đĩa DVD chứa toàn bộ 112 tập của bộ phim. Nhà phần phối video gia đình Nhật Bandai Visual đã bắt đầu phát hành bản Blu-ray của bộ phim vào ngày 27 tháng 10 năm 2009, cùng với một bộ hình ảnh nằm ở phần cuối của bộ phim.

### Phim điện ảnh và OVA
Hai phim anime dựa trên Hành trình U Linh Giới đã được sản xuất. Cả hai đều không bám sát cốt truyện như trong nguyên tác manga. Yu Yu Hakusho: The Movie công chiếu ở Nhật ngày 10 tháng 7 năm 2003 như là một phần của mùa lễ hội phim. Trong phim, Yusuke và Kuwabara làm nhiệm vụ giải cứu Koenma khỏi nhóm yêu quái đang muốn có được Ấn Vàng, thứ dùng để phán quyết một linh hồn cho kiếp sau. AnimeWorks phát hành bản tiếng Anh 30 phút cho VHS bằng cả phụ đề lẫn lồng tiếng Anh vào ngày 7 tháng 3 năm 2000 và phiên bản DVD vào ngày 30 tháng 1 năm 2001. Yu Yu Hakusho the Movie: Poltergeist Report, biết đến ở Nhật dưới tên Yū Yū Hakusho: Meikai Shitō Hen - Honō no Kizuna (幽☆遊☆白書 冥界死闘篇 炎の絆 lit. Yū Yū Hakusho: Chapter of Underworld's Carnage - Bonds of Fire), chiếu trên các rạp ở Nhật ngày 9 tháng 4 năm 1991. Nội dung phim xoay quanh việc Yusuke và các bạn của mình tìm cách bảo vệ thế loài ngoài người khỏi một thế giới thứ 4 còn tồn tại gọi là Netherworld (cõi âm). Toàn bộ phim lồng tiếng Anh bởi Central Park Media, sau đó phát hành trên VHS ngày 3 tháng 3 năm 1998 và trên DVD ngày 8 tháng 10 năm 2002.
Bộ tổng hợp các tập OVA của Hành trình U Linh Giới có nhan đề Eizō Hakusho (映像白書 lit. Image Report) được phát hành ở Nhật trên băng VHS giữa năm 1994 và 1996. Bộ OVA chứa nhiều đoạn clip ngắn nói về quãng thời gian sau khi câu chuyện kết thúc. Nó còn chứa cả một đoạn video dựng lại từ anime, nhạc phim, các cuộc phỏng vấn với các diễn viên lồng tiếng, và cả những đoạn phim hoạt hình ngắn nói đến 4 nhân vật chính. Bộ OVA chứa 3 tập và một bộ bách khoa toàn thư các ca khúc trong phim. Hộp bộ 4 DVD của bộ phim được phát hành ở Nhật bởi Pony Canyon ngày 25 tháng 12 năm 2004. Funimation là đơn vị lồng tiếng các bộ OVA (mặc dù không trực tiếp dựng anime) và tái lồng tiếng bản điện ảnh chiếu rạp với dàn diễn viên gốc từ bộ anime, đồng thời phát hành cả hai phiên bản tại Bắc Mỹ dưới gói DVD gồm 2 đĩa với tựa Yu Yu Hakusho: The Movie & Eizou Hakusho vào ngày 13 tháng 12 năm 2011.
Một bộ OVA phiên bản hoàn toàn mới của Hành trình U Linh Giới được phát hành dưới dạng hộp đĩa Blu-ray vào ngày 26 tháng 10 năm 2018 tại Nhật Bản. Bộ OVA này chuyển thể nội dung của hai chương phụ "Two Shot" từ tập thứ 7 và chương áp chót "All or Nothing" của nguyên tác manga. Tháng 10 năm 2019, Funimation công bố phát hành bộ OVA có lồng tiếng Anh.

### CD nhạc
Nhạc phim của anime chuyển thể Hành trình U Linh Giới được biên soạn bởi Yusuke Honma. Bộ phim chỉ có một ca khúc mở đầu, "Hohoemi no Bakudan" (微笑みの爆弾 Smile Bomb) trình bày bởi Matsuko Mawatari, và 5 ca khúc kết thúc: "Homework ga Owaranai" (ホームワークが終わらない Hōmawāku ga Owaranai, Homework Never Ends), "Sayonara Bye Bye" (さよならByeBye Goodbye Bye Bye) và "Daydream Generation" của Mawatari; cùng "Anbaransu na Kiss o Shite" (アンバランスなKissをして Kissing the Unbalanced) và "Taiyō ga Mata Kagayaku Toki" (太陽がまた輝くとき The Sun Is Shining Again) của Hiro Takahashi. Khi Funimation mua bản quyền bộ phim, phiên bản tiếng Anh của các ca khúc trên được biên soạn bởi nhạc sĩ Carl Finch. Các ca khúc mở đầu trình bày bởi Sara White và ca khúc kết thúc trình bày bởi các thành viên của nhóm lồng tiếng Anh gồm Stephanie Nadolny, Jerry Jewell và Meredith McCoy.
Một số lượng nhất định các CD nhạc đã phát hành tại Nhật. Bộ Yu Yu Hakusho Original Soundtrack được phát hành thành hai tập riêng biệt bởi Pony Canyon vào ngày 17 tháng 1 năm 1997. Bộ đĩa gồm các bản nhạc được trình diễn bằng nhạc cụ và một số bản nhạc có lời. Cùng lúc phát hành vào thời điểm đó còn có Yu Yu Hakusho: Music Battle, bộ 3 album đặc biệt được trình bày bởi các diễn viên lồng tiếng cho bộ phim tương ứng với các nhân vật họ lồng tiếng. 3 bộ các bản nhạc chọn lọc, gồm Yū Yū Hakusho Super Covers, Yū Yū Hakusho Super Dance Mix và Legend of Yu Yu Hakusho: "Sai-Kyou" Best Selection Album lần lượt được phát hành vào các ngày 16 tháng 12 năm 1995, 21 tháng 3 năm 1996 và 21 tháng 3 năm 1997. Yu Yu Hakusho: Collective Songs và Yu Yu Hakusho: Collective Rare Trax, bộ các bản nhạc phim cover lại bởi các diễn viên lồng tiếng của phim, phát hành vào ngày 17 tháng 3 năm 1999. Hai drama album cũng đã được phát hành bởi Shueisha, cái đầu tiên của bản audio chuyển thể của chương "YuYu Hakusho Tales: Two Shot", chương manga kể về câu chuyện Hiei và Kurama lần đầu gặp nhau". Một bộ CD nhạc của phim anime thứ 2 và maxi single với các ca khúc của Mawatari and Takahashi phát hành bởi Time Entertainment vào ngày 1 tháng 1 năm 2005.

### Trò chơi điện tử
Một số lượng nhất định các trò chơi video phát triển theo loạt truyện Hành trình U Linh Giới, hầu hết chỉ phát hành ở Nhật Bản. Ưu tiên cấp phép phát hành ở khu vực Bắc Mỹ, các trò chơi được phát triển trên nhiều hệ máy khác nhau như Game Boy, Super Famicom, Sega và một vài hệ máy khác. Không có một game nào trong số đó được phát triển dành cho người sử dụng tiếng Anh ở Bắc Mỹ, châu Âu và châu Úc. Một đĩa game lẻ của Mega Drive có tựa Yū Yū Hakusho Makyō Tōitsusen được xuất bản tại Brazil bởi Tectoy vào năm 1999 dưới nhan đề Yu Yu Hakusho: Sunset Fighters. Khi Atari mua bản quyền phát hành trò chơi điện tử Hành trình U Linh Giới năm 2003, công ty đã phát hành ngay ba tựa game: Yu Yu Hakusho: Spirit Detective, trò chơi phiêu lưu hành động dành cho Game Boy Advance; Yu Yu Hakusho: Tournament Tactics, trò chơi nhập vai cũng dành cho Game Boy Advance; và Yu Yu Hakusho: Dark Tournament, trò chơi đối kháng 3D dành cho PlayStation 2.

### Các sản phẩm truyền thông liên quan
Một quyển bách khoa toàn thư tựa Official Yū Yū Hakusho Who's Who Underworld Character Book (幽☆遊☆白書　公式キャラクターズブック　霊界紳士録 Yū Yū Hakusho Koushiki Kyarakutāzubukku Reikai Shinshiroku) phát hành bởi Shueisha vào ngày 3 tháng 3 năm 2005. Cuốn sách chứa thông tin về các nhân vật trong truyện, tiểu sử tóm tắt, và cả một cuộc phỏng vấn riêng với tác giả Togashi Yoshihiro. Bộ artbook, Yū Yū Hakusho Illustrations (幽☆遊☆白書 画集  Yū Yū Hakusho Gashuu), phát hành bởi Shueisha vào ngày 27 tháng 4 năm 2005. Sách bao gồm một phần các hình minh hoạ trong truyện, cả hình minh hoạ của bản kanzenban tái bản và cả thống kê một vài con số của bộ truyện lúc mà các hình sử dụng lần đầu tiên. Shueisha còn phát hành hai tập của sách hướng dẫn tựa Yū Yū Hakusho Perfect File (幽☆遊☆白書 パーフェクトファイル Yū Yū Hakusho Pāfekutofairu) và các sách dựa trên cả hai bộ phim, mỗi cuốn đều chứa hình chụp của các áp phích theo phong cách manga. Ở Nhật, một vài món hàng dùng để sưu tập như các bức hình, búp bê, và cả đồ chơi gashapon cũng được bày bán. Trò chơi sưu tập các thẻ bài dựa theo bản quyền chuyển nhượng cũng đã được phát hành bởi Movic. Ở Bắc Mỹ, ODM có giấy phép sản xuất các trang phục theo bộ truyện, hệ thống các tượng nhân vật hành động của IF Labs và Jakks Pacific, đồ chơi điện tử Skannerz từ Radica Games, và các sách hoạt động của Scholastic. Score Entertainment phát triển trò chơi Yu Yu Hakusho Trading Card Game cho việc phát hành ở Mỹ. Một cuốn sách hướng dẫn tiếng Anh cho bộ truyện tựa YuYu Hakusho Uncovered: The Unofficial Guide xuất bản bởi Cocoro Books vào ngày 12 tháng 10 năm 2004. Tháng 5 năm 2019, một vở kịch chuyển thể từ manga nguyên tác do Office Endless sản xuất đã được công bố. Vở kịch do Mikasano – biên kịch của bộ anime Tokyo Ghoul – làm đạo diễn kiêm chắp bút kịch bản. Vở kịch kéo dài từ 8 tháng 1 đến 22 tháng 9 năm 2019 tại các địa điểm Tokyo, Osaka, Fukuoka và Aichi. Tháng 9 năm 2019, Hành trình U Linh Giới gia nhập vào hệ thống thẻ bài sưu tập Universal Fighting System CCG, đánh dấu cột mốc là bộ anime thứ 2 được cấp phép đưa vào hệ thống này.

## Đón nhận

### Manga
Kể từ tháng 5 năm 2003, Hành trình U Linh Giới đã bán được hơn 44 triệu bản chỉ tính riêng ở Nhật. Patricia Duffield, người phụ trách của tờ Animerica Extra, đã phải công nhận manga thực sự là "một trong các vị vua được yêu mến giữa thập niên 1990", nó có thể được tìm thấy ở bất cứ đâu từ chuỗi các cửa hàng sách khổng lồ cho đến các ki-ốt nhỏ ở nhà ga. Hành trình U Linh Giới đã giúp Togashi Yoshihiro giành giải Shogakukan Manga Award ở thể loại shōnen năm 1993. Trong toàn bộ quá trình phát hành truyện, Togashi đã bị phê bình vì việc trễ thời hạn phát hành truyện cũng như việc giảm bớt chất lượng nghệ thuật.
Ở khu vực Bắc Mỹ, Một vài tập truyện đã được sắp xếp lại trong danh sách của tuần báo Nielsen BookScan, trong đó có tập 5 được phát hành ở cả hai số thứ 6 và thứ 7 trong tháng 10 năm 2004, tập 6 phát hành số thứ 6 tháng 2 năm 2005, và tập 7 phát hành số thứ 7 tháng 6 năm 2005. Năm 2004, bộ manga Hành trình U Linh Giới khuấy động một cuộc tranh cãi khi một giáo viên tiểu học ở Florida phàn nàn về việc phát hiện ra những cuốn tạp chí Shonen Jump Mỹ ở các học sinh lớp năm tại hội chợ sách thường niên trong trường. Những lời phàn nàn xoay quanh những phần của manga chứa bạo lực, những câu chửi thề, học sinh mang biểu tượng chữ thập ngoặc, và một vài học sinh hút thuốc lá. Khoảng 18 ngàn bản trong số các bản phát hành (hơn 120 ngàn bản) đã được trả về từ độc giả như là hậu quả của vấn đề. Người phát ngôn của Viz vẫn bảo vệ bộ manga, một điều dễ hiểu là bộ truyện được dành cho các độc giả nằm trong cuối độ tuổi teen và các biểu tượng chữ thập ngoặc thực ra là một biểu tượng của Phật giáo.
Bản manga tiếng Anh của Hành trình U Linh Giới đã nhận được nhiều ý kiến trái chiều từ độc giả ở các khu vực nới tiếng Anh. Martin Ouellette của Protoculture Addicts so sánh sự phát triển của bộ truyện với Dragon Ball Z và phát biểu, "Phong cách vẽ của Togashi, mặc dù đơn giản nhưng cực kì hiệu quả và câu chuyện thực sự vui nhộn". Một bài viết từ cùng tác giả đã phủ nhận tin đồn nói rằng Hành trình U Linh Giới có nội dung giống với Dragon Ball, và nhận xét các sản phẩm thương mại của loạt truyện có phần phát triển nhân vật tốt hơn, các pha hành động cuốn hút hơn và hài hước hơn. Eduardo M. Chavez của Mania.com thích thú với phong cách vẽ của manga và nhận ra rằng hình vẽ của các nhân vật phụ được minh hoạ còn chi tiết hơn cả nhân vật chính. Ông đánh giá cao bản dịch tiếng Anh của Lillian Olsen, nhưng lại không thích việc Viz lạm dụng từ tiếng Anh để dịch cả hiệu ứng âm thanh. Trong các tập sau Chavez đã bị thất vọng bởi sự chuyển hướng của câu chuyện từ khuynh hướng trinh thám chuyển sang xoay quanh Dark Tournament. Ông khẳng định, "Nhìn thấy chỉ có đánh nhau, đánh nhau, và đánh nhau làm ông thấy chán nản và điều này thực sự chỉ là khởi đầu của khuynh hướng đó" Dan Polley, một nhà phê bình của Manga Life, xếp hạng trung bình cho tập năm của bộ truyện, tập nói về hồi kết của cuộc chiến giữa Yusuke và Suzaku, tên cầm đầu của Tứ đại ma thú. Mặc dù nhận ra một số cảnh trong truyện rất lôi cuốn, nhưng ông vẫn phán xét rằng chương truyện không phản ánh cá tính từng nhân vật cũng như sự phát triển. Polley còn xem thường các đoạn hài hước trong manga, nói rằng "chút trò đùa hoặc tình huống gây cười khá khập khiễng" bị "lạm dụng" quá nhiều tại một vài thời điểm.

### Anime
Bộ phim truyền hình Hành trình U Linh Giới được bình chọn là anime hay nhất vào năm 1994 và 1995 Animage Anime Grand Prix và là đứng thứ 2 trong năm 1993, sau Sailor Moon. Thêm vào đó, nhà sản xuất còn công khai thông báo rằng bộ phim đứng thứ 53 trong top 100 anime của năm 2001. Trong một cuộc bình chọn trên mạng vào năm 2006 ở Nhật bởi TV Asahi, Hành trình U Linh Giới đã được bầu đứng thứ 15 trong các anime hay nhất mọi thời đại. Tạp chí tiếng Nhật Brutus bình chọn bộ phim này đứng thứ 6 trong số những bộ anime hay nhất mọi thời đại. Loạt phim truyền hình đã nhanh chóng giành được một số lượng lớn khán giả khi phát sóng tại Nhật Bản. Chủ tịch của Funimation Gen Fukunaga đánh giá Hành trình U Linh Giới "'đột nhiên xuất hiện' và gây bất ngờ mọi người bằng số lượng đề cử khổng lồ", bộ phim nhận lượng người hâm mộ chỉ đứng sau một bộ phim nổi tiếng khác là Dragon Ball Z. Hành trình U Linh Giới nhận được sự theo dõi thường xuyên của một lượng khán giả trong mọi độ tuổi khi lần đầu ra mắt ở Bắc Mỹ. Khi bộ phim được phát sóng trên kênh Adult Swim, cùng với một vài anime khác như InuYasha và Cowboy Bebop, đã được nhiều khán giả nam trong độ tuổi 18–34 đón nhận. Khi bộ phim được giới thiệu lần đầu bởi Toonami vào tháng 5 năm 2003, Hành trình U Linh Giới đứng vị trí thứ 7 trong top 111 đề cử Nielsen ratings cho kênh Cartoon Network phát sóng, đỉnh điểm là con số 30 vào ngày 13 tháng 5 với 50% số phiếu đề cử của khán giả xem truyền hình trên toàn quốc. Atari đã phát biểu vào tháng 12 năm 2003 rằng anime này là một trong các chương trình truyền hình được yêu thích nhất ở khu vực Bắc Mỹ với khán giả trong độ tuổi 9–14. Nielsen còn báo cáo rằng Hành trình U Linh Giới cùng với Dragon Ball GT là hai chương trình được bình chọn nhiều nhất của Cartoon Network cho cùng một đối tượng độc giả mãi cho đến tuần lễ của ngày 28 tháng 9 năm 2004. Bộ phim còn là show truyền hình được bình chọn thứ hai cho độ tuổi 12–17 trong cùng số tuần lễ. Cartoon Network trích dẫn việc bị rớt hạng thê thảm như là lý do của việc ngưng phát bộ phim từ Toonami vào tháng 3 năm 2005. Hành trình U Linh Giới đã trở nên nổi tiếng ở Philippines, nơi bộ phim được phát lại vài lần và đang dần có thêm nhiều khán giả trong khung giờ vàng nhiều hơn cả khán giả địa phương lẫn quốc tế cộng lại.
Bộ phim nhìn chung nhận nhiều phản hồi tích cực ở khu vực Bắc Mỹ. Vào tháng 1 năm 2004, Hành trình U Linh Giới đã đứng thứ hai trong các anime thể loại hành động – phiêu lưu hay nhất mọi thời đại trong danh sách của Anime Insider. Bộ phim còn được bình chọn bởi độc giả của IGN đứng thứ 10 trong số các anime hay nhất mọi thời đại. Các lời phê bình tập trung vào những nỗ lực của bộ phim để linh hoạt cân bằng giữa việc tường thuật lại câu chuyện, phát triển nhân vật, và các cảnh hành động. Justin Kovalsky của Animerica đã chỉ rõ Hành trình U Linh Giới như là một bộ định hướng nhân vật và so sánh với những anime khác như Phantom Quest Corp., Rurouni Kenshin, và Flame of Recca đã sự kết hợp thành công các yếu tố khác nhau như nghệ thuật chiến đấu, sự bùng nổ nhân vật, yếu tố siêu nhiên, và thần thoại. Allen Divers của Anime News Network xem Hành trình U Linh Giới là "một trong những anime hành động hay nhất hiện có", và đặc biệt chú ý cách kể chuyện hấp dẫn và sự phát triển tốt hình tượng nhân vật trong xuyên suốt bài phê bình của mình đối với những bước ngoặt của bộ phim. Todd Douglass Jr. của DVD Talk nhận định, "Đây là một anime vui nhộn với dàn diễn viên tuyệt vời, hài hước, rất nhiều pha hành động nên không lý gì lại không cho nó một cơ hội". Ông đề nghị nên xem bộ box set của ba phần đầu tiên của Hành trình U Linh Giới, cũng như bộ original boxset của Saga ba quốc vương, nhưng hãy tập trung thưởng thức phần ba của bộ phim hơn các phần khác bởi sự đa dạng của cốt truyện. N. S. Davidson của IGN kết luận rằng cốt truyện nhiều nhánh đồng thời không đủ để anime thành công, mà còn cần một kịch bản tốt, nhân vật thú vị, và những pha hành động. Ông chỉ ra trong bài đánh giá của mình đối với tập cuối của anime rằng Hành trình U Linh Giới sở hữu đầy đủ các tiêu chuẩn đấy. Điều này cũng được chia sẻ bởi Joseph Luster của Otaku USA, người đã phát biểu cảm nghĩ của mình về thế giới của Hành trình U Linh Giới bởi một tuyên bố, "Togashi's world is eternally hellish and dark, but wildly varied. The only thing that doesn't change throughout its run is the fact that you'll still be rooting for the well-defined protagonists until the credits run on the last episode." (Thế giới của Togashi là một địa ngục vĩnh cửu và tăm tối, nhưng thay đổi rất mãnh liệt. Điều duy nhất không thay đổi trong xuyên suốt bộ phim đó là sự thật bạn sẽ bị cuốn hút bởi các nhân vật chính, được xây dựng chỉn chu, cho đến khi những dòng credit xuất hiện trong tập cuối của bộ phim).
Jeffrey Harris của IGN chỉ trích nhiều hơn khi xem các tập phim sau đó, và cảm thấy rằng cái kết của phần ba đối với nhân vật phản diện Sensui rất giống với cái kết của phần hai của Toguro. Ông mô tả các tập phim như đang cố gắng chiếm được sự đồng cảm của khán giả đối với các nhân vật phản diện của anime. Bất chấp sự tán dương của ông dành cho Hành trình U Linh Giới, Divers vẫn tóm tắt trong bản phát hành DVD rằng bộ phim "[walks] that fine line of a solid long running series or being a broken record" ([bước] trên làn ranh giới giữa một cốt truyện dài có kết cấu chặt chẽ và một ký sự có nội dung phân tán). Ông còn gọi phong cách vẽ của một vài tập đầu tiên là "lỗi thời" và chỉ ra nhiều lựa chọn đáng nghi vấn trong kịch bản của bản lồng tiếng bằng tiếng Anh.